# Hugh Trumble
Hugh Trumble est un joueur de cricket international australien né le 12 mai 1867 à Abbotsford et mort le 14 août 1938 à Hawthorn. Lanceur spécialiste de l'« off-spin » au sein de l'équipe du Victoria, il dispute 32 test-matchs avec l'Australie de 1890 à 1904, totalisant 141 guichets. Il est le premier joueur à compter deux « coups du chapeau » à ce niveau, une performance rarement égalée.

## Bilan sportif

### Principales équipes
| Équipe    | Test                  |
| --------- | --------------------- |
| Australie | 1890 - 1904           |
| Équipe    | First-class           |
| Victoria  | 1887-1888 - 1903-1904 |

## Honneurs
- Un des cinq Wisden Cricketers of the Year en 1897.
- Membre du temple de la renommée du cricket australien depuis 2004.